# 6-й армейский корпус Армии Испании (Франция)
6-й армейский корпус Армии Испании, затем Армии Португалии (фр. 6e corps d'armée) — образован 7 сентября 1808 года из 6-го армейского корпуса Великой Армии.
4 апреля 1811 года корпус был расформирован Наполеоном.

## Подчинение
- Армия Испании (7 сентября 1808 – 17 апреля 1810)
- Армия Португалии (17 апреля 1810 – 4 апреля 1811)

## Состав корпуса
- 1-я пехотная дивизия
- 2-я пехотная дивизия
- 3-я пехотная дивизия
- бригада лёгкой кавалерии

три пехотные дивизии и кавалерийская бригада

## Командование корпуса

### Командующие корпусом

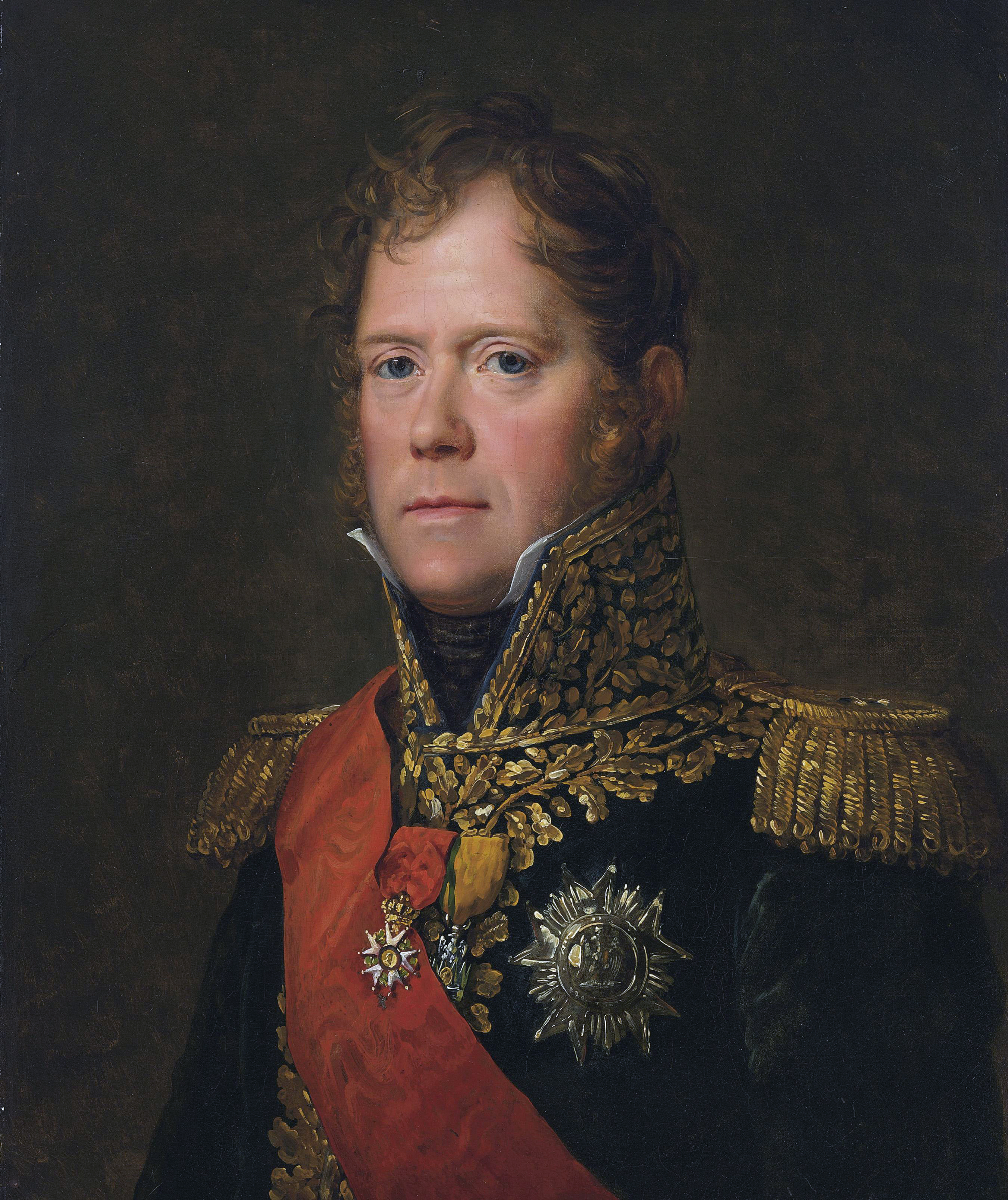
Маршал Ней

- маршал Мишель Ней (7 сентября 1808 – 23 марта 1811)
- дивизионный генерал Луи Луазон (23 марта 1811 – 4 апреля 1811)